# Мозырское восстание
Мо́зырское восста́ние 1615 года — антифеодальное выступление горожан Мозыря, вызванное своевольством и давлением старосты, замковой администрации и арендаторов.

## Причины восстания
Ещё 28 января 1577 года король Речи Посполитой и Великий князь Литовский, Русский и Жмудский Стефан Баторий пожаловал городу Мозырю Магдебургское право, что предусматривало принципы городского самоуправления. С развитием городского самоуправления естественным образом ограничивалась власть старост, являвшихся наместниками короля (великого князя) в повете. В то же время под влиянием быстрого развития городского ремесла (а в первой половине XVII века в крупных городах Беларуси в среднем насчитывалось 50-80 ремесленнических специальностей) ускорялась консолидация городского населения и ремесленников, объединявшихся для защиты своих интересов в цеха — своего рода профессиональные корпорации. Сохранились сведения о наличии в середине XVII века 112 цехов в 11 городах Беларуси. Естественно, всё это, вкупе с другими прогрессивными реформами (Волочная аграрная реформа 1557 года, Введение Статута Великого княжества Литовского 1588 года) вело к экономическому подъему, которым и ознаменовывается конец XVI — начало XVII вв. на территории Беларуси.
Хотя Мозырь и не являлся крупным торговым городом и по-прежнему в основном ориентировался на сельское хозяйство (что и обуславливало арендаторский гнет), тем не менее, развитие ремесла и экономический подъем в полной мере относились и к нему.
Однако то обстоятельство, что Речь Посполитая ввязалась в дорогостоящую восточную авантюру с целью посадить на освободившийся московский престол сразу несколько Лжедмитриев, а также затяжная война со Швецией 1600—1629 гг., привело к ослаблению экономики страны, а также к усилению произвола административных чиновников на местах (они были обязаны снабжать центр внушительными суммами на военные нужды). Так и мозырский староста Бальцер Стравинский в 1615 году принял решение о подчинении своей власти части горожан (наиболее зажиточной), лишив их Магдебургского права.

## Ход событий
Решение Стравинского вызвало резкое отторжение у горожан и представителей выборной администрации самоуправляемой части города. 3 октября 1615 года бурмистры (административная должность в городе с Магдебургским правом; среди прочего, в ведении бурмистров находилась городская казна) Ждан Муша и Ян Крицкий с горожанами Дорошкой-кравцом, Иваном Волчком и Остапом Лавриновичем подняли восстание против самоуправства старосты. Оно тут же было поддержано и городскими низами, что сразу придало ему острый социальный характер. Был создан отряд в несколько сотен человек. То обстоятельство, что восстание изначально поддерживалось представителями купечества, а также бурмистрами Мушей и Крицким, позволило быстро вооружить этот отряд мушкетами (которые массово появились на территории Беларуси буквально за 10 лет до описываемых событий). Было совершено нападение на замок, где находились староста Стравинский, замковая администрация, некоторые представители шляхты, связанные со Стравинским. Во время столкновений были убиты несколько членов замковой администрации. Повстанцы отказались от выплаты налогов в казну. Кроме того, они конфисковали имущество тех представителей зажиточного мещанства, кто не поддержал восстание. Шляхтичам, проживавшим близ Мозыря, под страхом смертной казни было запрещено появляться в городе. На некоторое время повстанцы полностью захватили власть в Мозыре, самостоятельно избрали войта, попытались провести пересмотр принципов налогообложения.

## Результаты восстания
О том, чем закончилось восстание, исторические источники не сообщают. Однако из протокола разбора дела о Мозырском восстании в великокняжеском суде можно понять, что процесс длился несколько месяцев. Суд был вынужден пойти на уступки повстанцам. В 1622-м году им возвратили Магдебургское право и передали горожан под юрисдикцию самоуправления, в доход городской казны были переданы сборы с ремесла и торговли. Это позволяет считать, что повстанцы не были разбиты правительственными отрядами (и без того излишне занятыми на двух фронтах), а пришли к соглашению с представителями короля.
Кроме того, есть информация, что в 1616 году (то есть уже через год после восстания) староста Бальцер Стравинский основал костёл, названный Фарным. Это означает, что к тому времени Стравинский имел прежние властные полномочия.